# よこまき。
よこまき。は、秋田県横手市で販売されているご当地グルメである。
「ツイッターで、箸巻きを食べたいというつぶやきを見かけたこと」をきっかけに、横手市でツイッターを使ったまちおこしなどに取り組む「Yokotter（ヨコッター）」が企画したご当地グルメである。かつて横手市内で食べられていたはしまきが食べたいとの需要から考案された。
3センチほどにカットした焼きそば用麺やキャベツ、ひき肉や福神漬けなどを混ぜたタネをお好み焼きのように薄く焼き上げ、割りばしに巻いてソースやマヨネーズをかけた料理である。